# Møllehøj bei Jyllinge

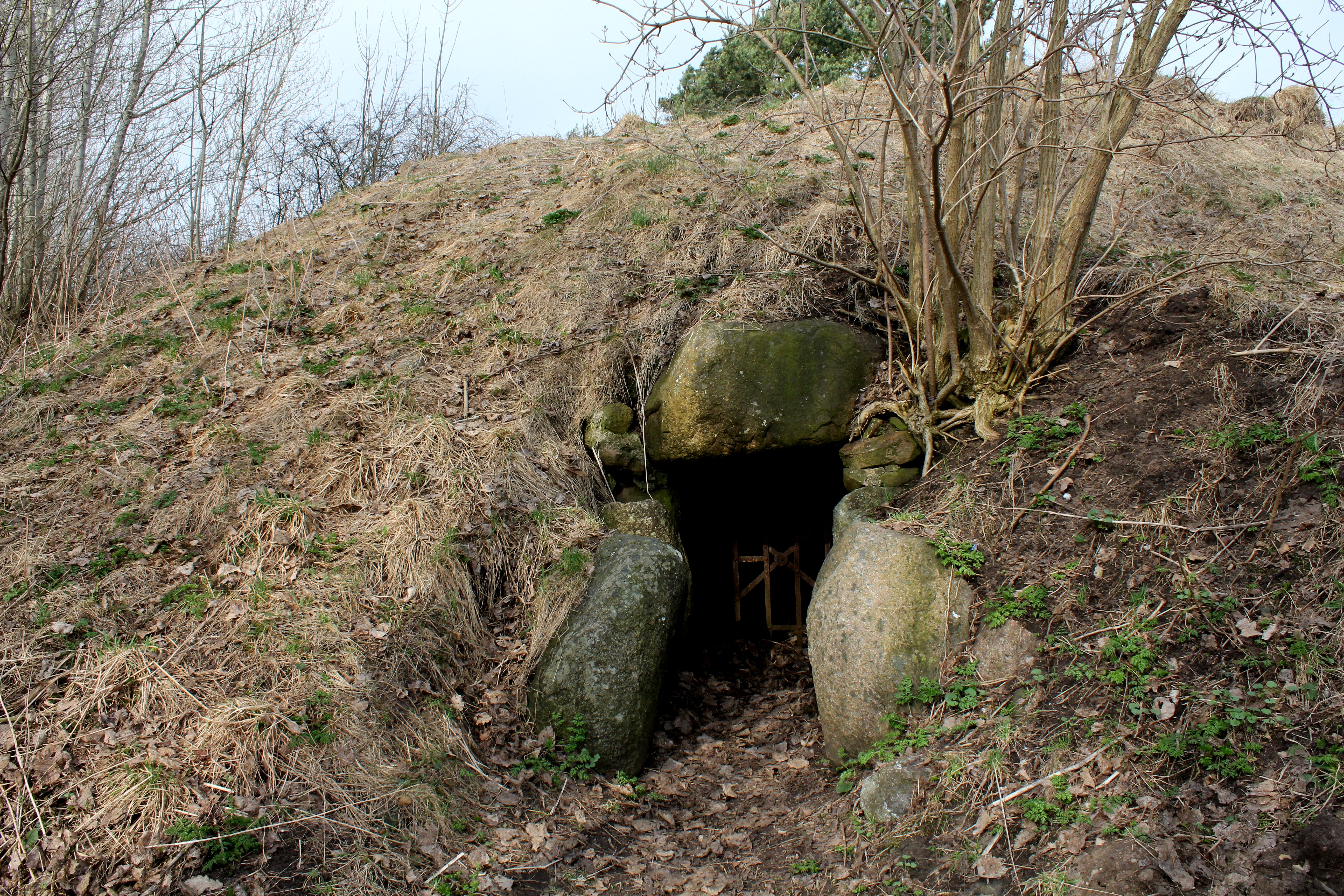
Møllehøj

Das Großsteingrab Møllehøj bei Jyllinge (auch Ganggrab von Store Rørbæk By genannt; Archiv-Nr. 010604-33) liegt südlich des Møllehøjvej auf der dänischen Insel Seeland. Die Megalithanlage der Trichterbecherkultur (TBK) entstand gemäß C14-Datierung im Neolithikum etwa 3500 v. Chr. Das Ganggrab ist eine Bauform jungsteinzeitlicher Megalithanlagen, die aus einer Kammer und einem baulich abgesetzten, lateralen Gang besteht. Diese Form ist primär in Dänemark, Deutschland und Skandinavien, sowie vereinzelt in Frankreich und den Niederlanden zu finden. Neolithische Monumente sind Ausdruck der Kultur und Ideologie neolithischer Gesellschaften. Ihre Entstehung und Funktion gelten als Kennzeichen der sozialen Entwicklung.
Er darf nicht verwechselt werden mit dem Møllehøj in der Kommune Skanderborg in Ost-Jütland, der mit 170 m die höchste Erhebung Dänemarks ist, mit dem Møllehøj im Hornsherred und anderen Megalithanlagen oder Grabhügeln dieses Namens wie derjenige bei Strandby auf Langeland.

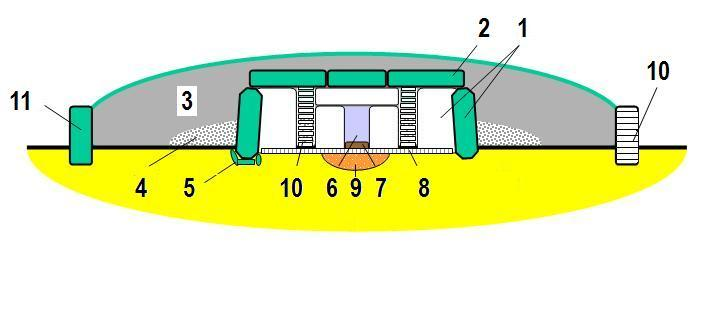
Schema Ganggrab (Querschnitt) 1=Trag-, 2= Deckstein, 3=Erdhügel, 4=Dichtung, 5=Verkeilsteine, 6=Zugang, 7= Schwellenstein. 8=Bodenplatten, 9=Unterbodendepots, 10=Zwischenmauerwerk 11=Randsteine

## Beschreibung
Die gut erhaltene Megalithanlage ist ein mittelgroßes Ganggrab. Seine 6,8 × 3,0 m große Kammer befindet sich in dem etwa 4,5 m hohen Erdhügel von etwa 24 m Durchmesser. Sie besteht aus 15 Trag- und vier Decksteinen. Gut erkennbar ist die Abdichtung mit Steinplatten zwischen den Decksteinen. Die Höhe von zwei Metern macht es möglich, im Inneren zu stehen. Die Wände der Megalithanlage weisen eine in der Region häufiger anzutreffende Besonderheit auf, die z. B. auch im Ganggrab von Vellerup anzutreffen ist. Um eine große innere Höhe zu erreichen,  ist die Wand zweilagig ausgeführt. Der niedrige Gang besteht aus zehn Trag- und vier Decksteinen.
In der Nähe liegen die Megalithanlagen Dødning Nord und Dødning Süd.